# Zhi Hui Jiang
Zhi Hui Jiang, né le 3 mars 1994 à Dalian, est un coureur cycliste chinois.

## Biographie
Alors qu'il évolue au sein de la formation continentale SEG Racing Academy depuis juillet 2015, il est retenu, à l'été 2016, pour évoluer en tant que stagiaire au sein de l'équipe World Tour, Lotto NL-Jumbo. Il fait ses débuts sous ses nouvelles couleurs à l'occasion du Championnat des Flandres, course remportée au sprint par Timothy Dupont et que Jiang abandonne. Au cours de son stage, Jiang participe également au Grand Prix Impanis-Van Petegem, qui voit la victoire de Fernando Gaviria et qu'il abandonne, à l'Eurométropole Tour, qu'il abandonne également et qui sacre son coéquipier Dylan Groenewegen, à Binche-Chimay-Binche, remporté par Arnaud Démare et qu'il termine en 77e position, puis au Prix national de clôture, remporté par Roy Jans et qu'il boucle à la 22e place, après avoir appartenu au groupe de leaders et épaulé son sprinter, Moreno Hofland, dans les derniers kilomètres de course. Cette saison 2016 a également été l'occasion pour Zhi Hui Jiang de découvrir certaines épreuves majeures du calendrier espoirs comme Liège-Bastogne-Liège espoirs, qu'il a terminé à la 93e place, accusant un retard de plus de 7 minutes sur le vainqueur Logan Owen, Paris-Roubaix espoirs, où il se classe 50e ou encore Paris-Tours espoirs, qu'il termine au 77e rang.

## Palmarès et résultats

### Palmarès sur route
- 2014
  - 2e du championnat de Chine du contre-la-montre
  - 2e du championnat de Chine du critérium
- 2023
  - 1re étape du Chengdu Tianfu Greenway
  - 1re étape du Tour du Huangshan
- 2025
  - 2e du championnat de Chine du critérium

### Classements mondiaux
| Année                                 | 2014 | 2015 | 2016  | 2017 | 2018  | 2019 | 2020 | 2021 | 2022 | 2023  |
| ------------------------------------- | ---- | ---- | ----- | ---- | ----- | ---- | ---- | ---- | ---- | ----- |
| Classement mondial                    |      |      | 2594e | nc   | 2026e | nc   | nc   | nc   | nc   | 1406e |
| UCI Europe Tour                       | nc   | nc   | 1738e | nc   | nc    |      |      |      |      |       |
| UCI Asia Tour                         | 353e | nc   | nc    | nc   | 368e  | nc   | nc   | nc   | nc   | nc    |
|                                       |      |      |       |      |       |      |      |      |      |       |
| Légende : nc = non classéSource : UCI |      |      |       |      |       |      |      |      |      |       |

### Palmarès sur piste

#### Championnats du monde
- Apeldoorn 2018
  - 15e de la poursuite par équipes[2]